# Shorea chaiana
Shorea chaiana är en tvåhjärtbladig växtart som beskrevs av Peter Shaw Ashton. Shorea chaiana ingår i släktet Shorea och familjen Dipterocarpaceae. Inga underarter finns listade i Catalogue of Life.